# Эликсир молодости

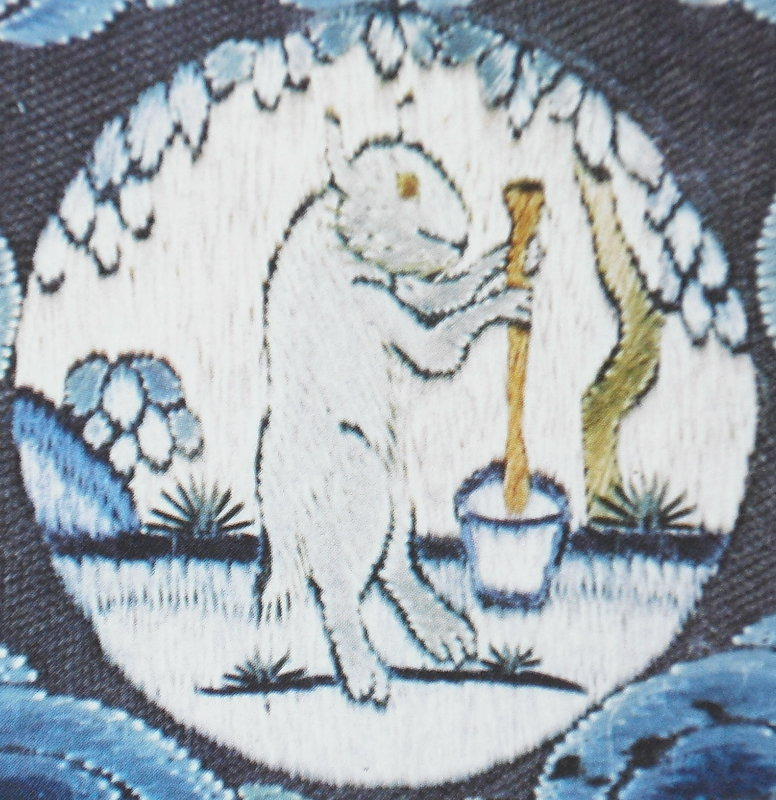
Белый Лунный Заяц, приготовляющий эликсир молодости под кассиевым деревом. Вышивка-медальон на императорском халате. Китай, XVIII век

Эликсир молодости — часто употребляемое в мифологии и фантастике понятие. Является средством, избавляющим человека от всех негативных последствий старения и других возрастных изменений, связанных с деградацией большинства систем человека (нервная, иммунная, половая и др.).
Является родственным эликсиру бессмертия. Эликсир бессмертия — сказочное вещество, обладающее свойством омолаживать человеческий организм и продлевать его жизнь до бесконечности. Эликсир бессмертия упоминается в легендах и преданиях многих народов как своеобразная «пища» богов. Боги Древней Греции вкушали амброзию, боги Древней Индии — амриту, иранские боги — хаому, боги Древнего Египта пили воду бессмертия, скандинавские боги ели молодильные яблоки.

## В мифологии
«Ламмер-вайн» — напиток известный с древности и представляющий собой концентрат неизвестного состава, в котором растворен янтарь. Этот напиток считался эликсиром бессмертия.
В Германии ещё до начала Второй мировой войны торговали напитком «Ламмервайн». Доподлинно не установлено, был ли это тот самый «Ламмер-вайн», известный в древности.

## В истории
Веками философы обсуждали причины старения, алхимики искали эликсир молодости.

### Китай

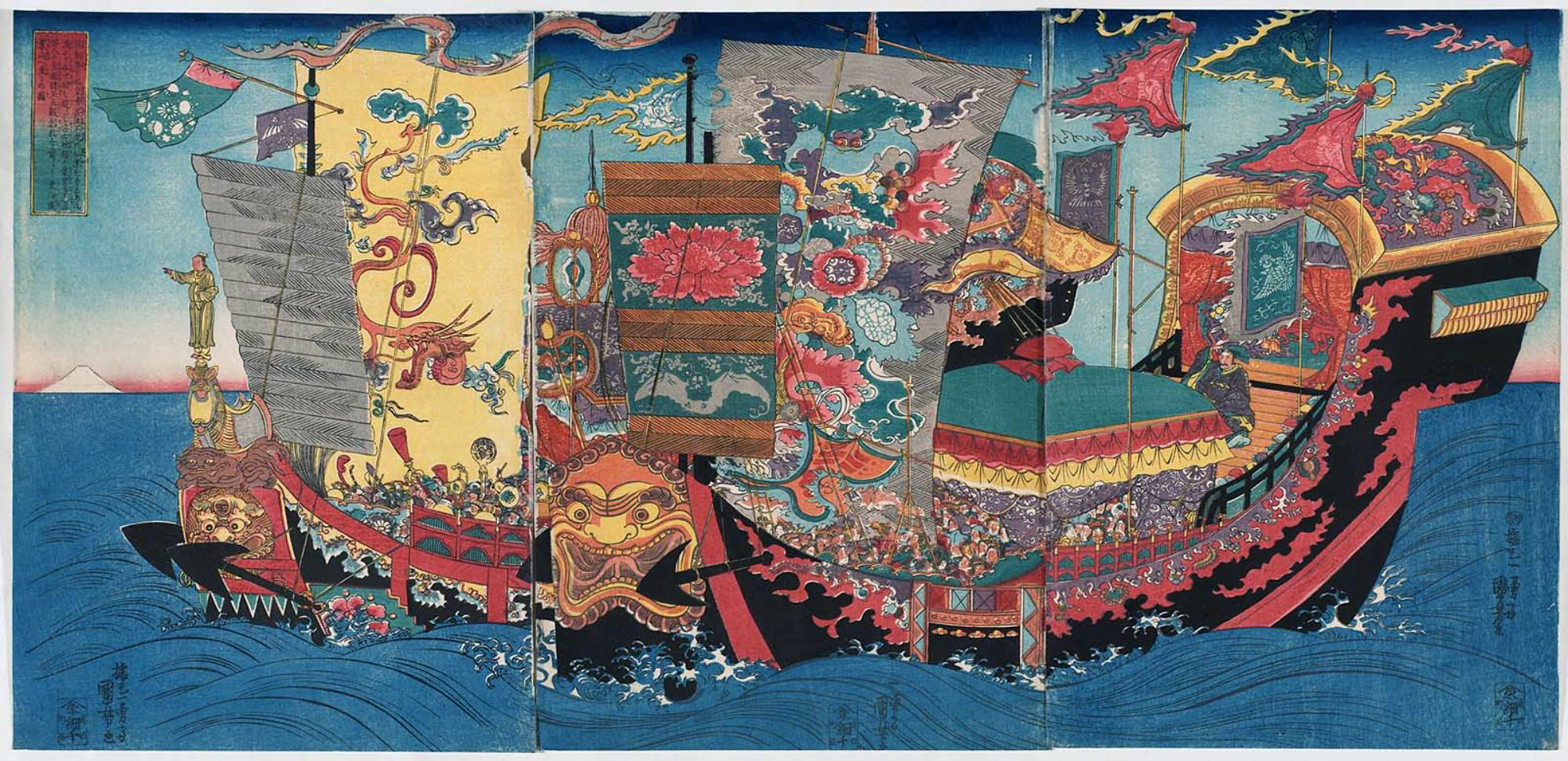
Экспедиция Сюй Фу в поисках эликсира бессмертия

Император Китая Цинь Ши Хуанди свято верил в существование этого эликсира. Культ, который сформировался на восточном побережье, утверждал, что человек, который его употребит, обретёт жизнь вечную на трёх священных горах посреди моря. Во время своего правления он отправил две экспедиции на поиски эликсира. Первая состояла из сотен мужчин и женщин. Она была направлена в сторону священных гор-островов, где по преданию обитали бессмертные люди. В дальнейшем вестей о ней не поступало. Поэтому спустя некоторое время была организована вторая экспедиция, в состав которой вошли 4 мага, один из которых был Учитель Лу, который по возвращении сообщил императору о безуспешных поисках, однако он нашёл магический текст, в котором сообщалось о падении династии Цинь из-за вторжения варваров хунну. Император умер после употребления пилюль «эликсира бессмертия», содержащих ртуть.
Император У-ди тоже занимался поисками данного эликсира, для него это было навязчивой идеей, как и для римского императора Августа. Он прибегал к услугам разных магов и волшебников, многие из которых оказались шарлатанами и лишились жизней.

## В литературе
- «Средство Макропулоса», пьеса Карела Чапека
- «После долгих лет», роман Олдоса Хаксли
- «Марсианское зелье», повесть Кира Булычева
- «Пять ложек эликсира», повесть братьев Стругацких
- «Книга Черепов», роман Роберта Силверберга
- «Челн на миллион лет», роман Пола Андерсона
- «Гарри Поттер и философский камень», роман Джоан Роулинг

## В кинематографе
- Пираты Карибского моря: На странных берегах
- Смерть ей к лицу
- Обитель Анубиса
- Искушение Б.
- Шанс
- Рецепт её молодости
- Стальной Алхимик (аниме)
- Гарри Поттер и философский камень
- Фантастические твари: Преступления Грин-де-Вальда
- Вечная жизнь Александра Христофорова
- Шумиха (аниме)